# Liolaemus rabinoi
Liolaemus rabinoi är en ödleart som beskrevs av  José Miguel Cei 1974. Liolaemus rabinoi ingår i släktet Liolaemus och familjen Tropiduridae. IUCN kategoriserar arten globalt som sårbar. Inga underarter finns listade i Catalogue of Life.